# Beckingen
Beckingen – miejscowość i gmina w zachodnich Niemczech, w kraju związkowym Saara, w powiecie Merzig-Wadern, nad rzeką Saara. Liczy 15 371 mieszkańców (2010).

## Geografia
Beckingen znajduje się ok. 27 km na północny zachód od Saarbrücken i ok. 48 km na południowy wschód od Luksemburga.

### Dzielnice
W skład gminy wchodzi 9 dzielnic: Beckingen, Düppenweiler, Erbringen, Hargarten, Haustadt, Honzrath, Oppen, Reimsbach i Saarfels.

## Historia
Obszar dzisiejszej gminy był już zamieszkany między XVIII a XII wiekiem p.n.e., co potwierdzono na podstawie wykopalisk. Pierwsze wzmianki o gminie Beckingen pochodzą z 1048, z dokumentów arcybiskupstwa Trewiru.
Gdy gmina była pod władaniem zakonu krzyżackiego, w wyniku pokoju z Nimwegen (1678/1679) większość wsi znalazła się na terenie Francji. Ludwik XIV stracił ziemie już w 1697 i powróciły do Lotaryngii. Po śmierci księcia lotaryńskiego Stanisława Leszczyńskiego, Lotaryngia (i z tym również Beckingen) została włączona w 1766 do Francji. Po rozbiciu wojsk napoleońskich cały obszar Nadrenii został przyporządkowany ponownie Prusom.
Po I wojnie światowej postanowieniem traktatu wersalskiego dzisiejsze tereny gminy (prócz Oppen, które pozostało w Niemczech) zostały włączone do Saary, która znalazła się pod administracją Ligi Narodów. Po plebiscycie w 1935 cały obszar Saary przeszedł do Niemiec. Kształt obecnej gminy został ustalony podczas reform administracyjnych w 1974.

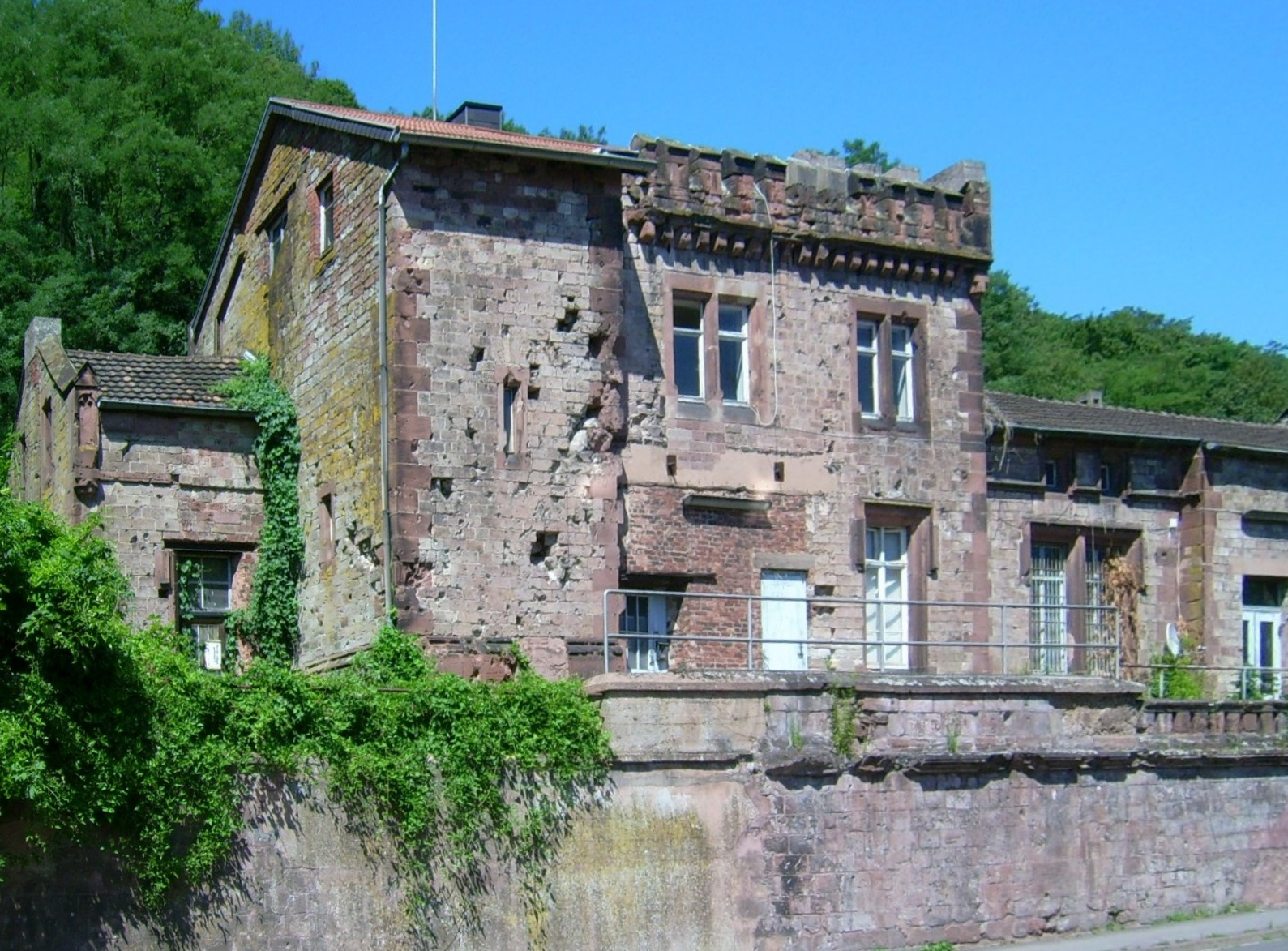
Ruiny dworca kolejowego

## Zabytki i atrakcje
Beckingen
- ruiny dworca kolejowego
- kościół parafialny pw. św. Jana i Pawła (St. Johannes u. Paulus), wybudowany w latach 1861–1863
- kaplica św. Marka (Marcellus-Kapelle) z 1634

Düppenweiler
- XVIII-wieczna kaplica pw. św. Walentego (Valentinuskapelle)
- kościół pw. św. Leodegara (St. Leodegar) z 1765
- kopalnia miedzi

Erbringen
- kościół filialny pw. św. Łucji (St. Luzia) z XV w

Hargarten
- kaplica pw. św. Anny (St. Annen) z 1771

Honzrath
- kościół filialny pw. św. Katarzyny (St. Katharina) z XVII w.  przebudowany w 1863

Reimsbach
- kościół parafialny pw. św. Andrzeja i Wniebowstąpienia NMP (St. Andreas und Mariae Himmelfahrt), wybudowany w latach 1898–1901
- budynek byłego kościoła z 1750
- gospoda Stein z XIX wieku

## Polityka
- 1 grudnia 1993 – 30 listopada 2003: Manfred Peter (SPD)
- 1 grudnia 2003 – obecnie : Erhard Seger (CDU)

## Komunikacja
Beckingen położone jest przy autostradzie A8 (zjazd 7 Rehlingen) i drodze krajowej B51. W miejscowości znajduje się stacja kolejowa (Beckingen) na linii Saarstrecke.

## Osoby urodzone  w Beckingen
- Hellmuth Heye (ur. 9 sierpnia 1895, zm. 10 listopada 1970 in Mittelheim) – wojskowy, polityk CDU, poseł
- Volkmar Schommer − pisarz